# Cristian Brocchi
Cristian Brocchi (ur. 30 stycznia 1976 roku w Mediolanie) – włoski piłkarz grający na pozycji pomocnika.
Wychowanek młodzieżowej drużyny A.C. Milan, jego pierwszy kontakt z zawodowym futbolem nastąpił po wypożyczeniach do A.C. Pro Sesto i A.C. Lumezzane. W roku 1998 Brocchi trafił do grającego w Serie B zespołu Hellas Werona, z którym wywalczył awans do Serie A. W 2000 roku został wypożyczony do Interu Mediolan, jednak nie zrobił tam wielkiej kariery i po sezonie wrócił do Milanu. Sezon 2005/06 spędził na wypożyczeniu w drużynie ACF Fiorentina. 28 sierpnia 2008 roku Włoch odszedł do S.S. Lazio. Dla Milanu rozegrał łącznie 99 ligowych pojedynków i strzelił 4 gole. W 2013 roku zakończył karierę.
Poza piłką nożną, Brocchi jest właścicielem kawiarni (razem z dawnym partnerem z zespołu Milanu Christianem Abbiati) oraz właścicielem popularnej we Włoszech marki ubrań Baci & Abbracci (razem z byłym zawodnikiem Interu, Christianem Vieri).
15 listopada 2005 roku Brocchi rozegrał swój jedyny mecz w reprezentacji Włoch, a „Squadra Azzura” zremisowała z Turcją 1:1.